# 化龙亭及化龙池
化龙亭及化龙池位于安徽省黄山市绩溪县县城华阳镇良安路绩溪文庙东侧。
化龙亭及化龙池建于明朝正德七年（1515），原名“浴沂亭”及“浴沂池”，万历九年（1581）改为现名。清雍正九年（1731）将木柱更换为方形石柱。亭位于池中心，两侧均有平桥。池面积886.6平方米，亭面积51.48平方米。1966年，化龙亭被拆毁，2003年修复。2005年，公布为绩溪县文物保护单位。2016年，公布为宣城市文物保护单位。